# Sydney Town Hall Grand Organ
Le Sydney Town Hall Grand Organ est un orgue de facture classique installé dans le Centennial Hall du Sydney Town Hall, la mairie de la ville de Sydney, en Australie. Conçu à partir de 1879 et construit en 1890, il a pour particularités d'avoir été le plus grand orgue du monde lors de son inauguration.

## Historique
La mairie de Sydney envisage de faire l'acquisition d'un orgue destiné à être logé dans le bâtiment de la mairie, construit dans les années 1880. Une première proposition faite par le facteur d'orgue britannique William Hill & Son est rejetée : avec un coût de 5 000 livres, elle est jugée trop modeste pour les ambitions de la ville, qui souhaite s'offrir l'un des meilleurs instruments de son temps. Un comité est alors créé - l'Organ Committee of Sydney - pour définir les caractéristiques de l'instrument.

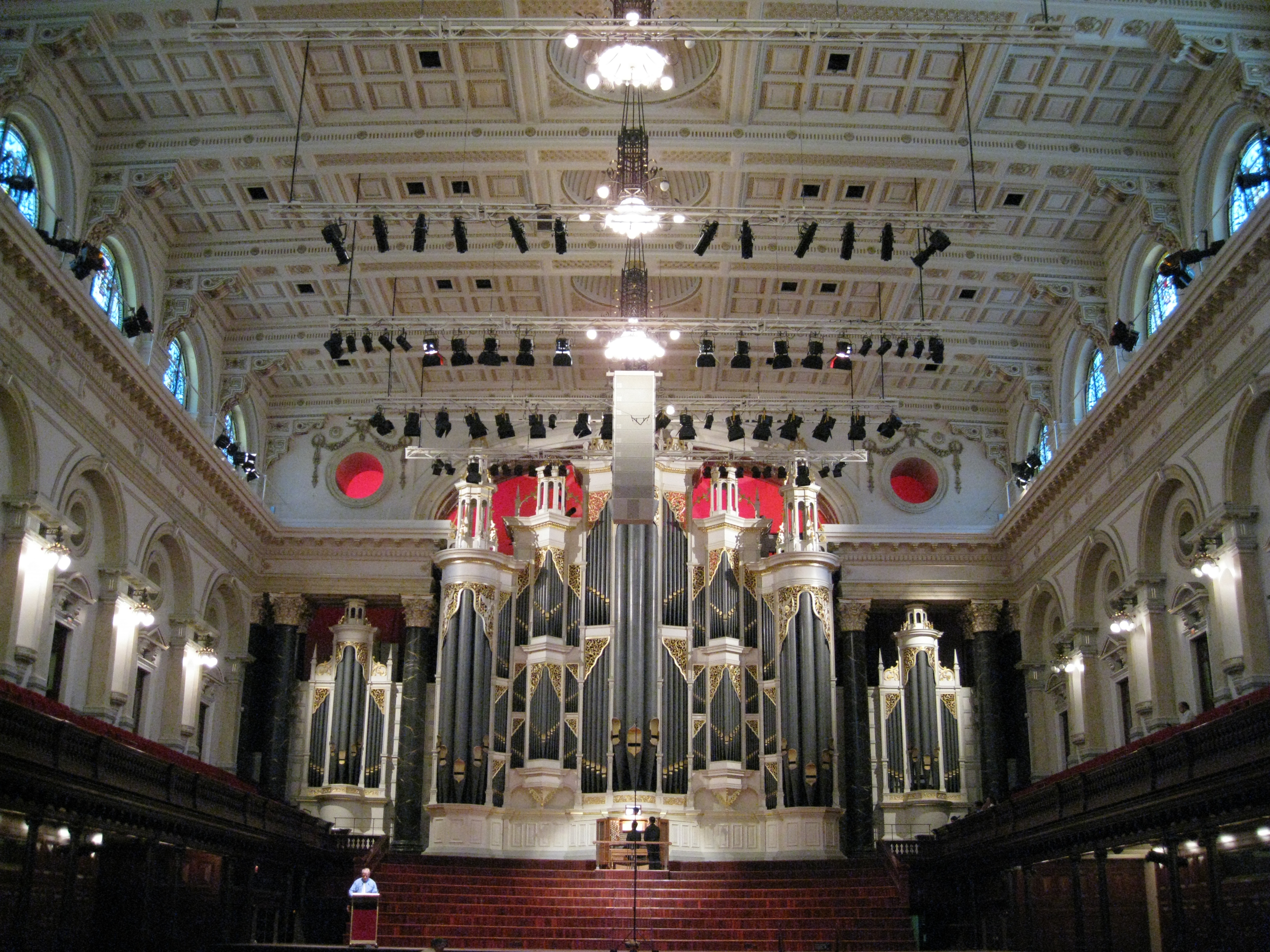
Vue générale du Centennial Hall.

Les plans définitifs établis avec le facteur prévoient une console à cinq claviers plus pédalier et un total de 105 registres. L'orgue comprend un total de 8 800 tuyaux et cloches. La soufflerie d'origine était une machine à gaz d'une puissance de 8 chevaux-vapeur. L'orgue est fabriqué au Royaume-Uni et expédié à Sydney par bateau pour y être monté. Le montant final de la facture s'élève à 14 241 livres, bien que certaines sources prétendent que le montant était supérieur, et plus proche de l'ordre de 16 000 livres sterling, soit l'équivalent de 400 000 francs de l'époque, comprenant le prix du buffet lui aussi réalisé par William Hill & Son. Lors de sa création, il est le plus grand orgue du monde, et a pour particularité d'être l'un des deux seuls orgues, avec le Boardwalk Hall Auditorium Organ d'Atlantic City aux États-Unis, à disposer d'un registre actionnant un tuyau de 64 pieds réels, une première mondiale à l'époque,. Il s'agit d'un contra-trombone en bois actionné depuis le pédalier.
L'orgue est installé en 1890 et inauguré le 9 août de la même année. L'instrument est rénové par l'entreprise locale R H Pogson Pty Ltd, à partir de 1973, pour pallier des problèmes mécaniques. Les travaux de rénovation ont duré une dizaine d'années.

## Composition de l'orgue
L'orgue compte avec 5 claviers de 61 touches chacun, un pédalier de 30 touches, et 127 jeux, distribués de la manière suivante :
| Clavier I : Great      | Clavier I : Great | Clavier II : Swell     | Clavier II : Swell | Clavier III : Choir | Clavier III : Choir | Clavier IV : Solo    | Clavier IV : Solo | Clavier V : Echo | Clavier V : Echo | Pédalier                     | Pédalier |
| ---------------------- | ----------------- | ---------------------- | ------------------ | ------------------- | ------------------- | -------------------- | ----------------- | ---------------- | ---------------- | ---------------------------- | -------- |
| Contre Bourdon         | 32                | Double diapason ouvert | 16                 | Contre dulciane     | 16                  | Bourdon              | 16                | Lieblichgedackt  | 8                | Double diapason ouvert Métal | 32       |
| Double diapason ouvert | 16                | Bourdon                | 16                 | Diapason ouvert     | 8                   | Diapason ouvert      | 4                 | Viol d'Amour     | 32               | Double diapason ouvert Bois  | 32       |
| Bourdon                | 16                | Diapason ouvert        | 8                  | Hohlflöte           | 8                   | Violon diapason      | 8                 | Unda Maris II    | 8                | Contre-bourdon               | 32       |
| Diapason ouvert        | 8                 | Hohlflöte              | 8                  | Lieblichgedackt     | 8                   | Doppelflöte          | 8                 | Viol d'Amour     | 4                | Diapason ouvert Métal        | 16       |
| Diapason ouvert II     | 8                 | Viole de gambe         | 8                  | Flûte traversière   | 8                   | Flûte traversière    | 8                 | Flageolet        | 2                | Double diapason ouvert Bois  | 16       |
| Diapason ouvert III    | 8                 | Salicional             | 8                  | Gambe               | 8                   | Bourdon              | 8                 | Glockenspiel     |                  | Bourdon                      | 16       |
| Diapason ouvert IV     | 8                 | Dulciane               | 8                  | Dulciane            | 8                   | Alto                 | 8                 | Echo Dul. Cornet |                  | Violone                      | 16       |
| Flûte harmonique       | 8                 | Vox angelica           | 4                  | Octave              | 4                   | Octave               | 4                 | Cor de basset    | 8                | Gamba                        | 16       |
| Alto                   | 8                 | Octave                 | 4                  | Violino             | 4                   | Flûte harmonique     | 4                 | -                | -                | Dulciane                     | 16       |
| Spitzflöte             | 8                 | Rohrflöte              | 4                  | Celestina           | 4                   | Flûte traversière    | 4                 | -                | -                | Quinte                       | 12       |
| Gamba                  | 8                 | Flûte harmonique       | 4                  | Lieblichflöte       | 4                   | Piccolo harmonique   | 2                 | -                | -                | Octave                       | 8        |
| Hohlflöte              | 8                 | Gemshorn               | 4                  | Douzième            | 3                   | Contre-basson        | 16                | -                | -                | Prestant                     | 8        |
| Rohrflöte              | 8                 | Douzième               | 3                  | Quinzième           | 2                   | Trompette harmonique | 8                 | -                | -                | Flûte basse                  | 8        |
| Quinte                 | 6                 | Quinzième              | 2                  | Dulcet              | 2                   | Cor de basset        | 8                 | -                | -                | Violoncelle                  | 8        |
| Principal              | 4                 | Piccolo                | 1                  | Mixture dulciane    | 3 rangs             | Hautbois d'orchestre | 8                 | -                | -                | Douzième                     | 6        |
| Octave                 | 4                 | Mixture                | 4 rangs            | Basson              | 16                  | Cor anglais          | 8                 | -                | -                | Quinzième                    | 4        |
| Gemshorn               | 4                 | Fourniture             | 5 rangs            | Hautbois            | 8                   | Hautbois octave      | 4                 | -                | -                | Mixture                      | 4 rangs  |
| Flûte harmonique       | 4                 | Trombone               | 16                 | Clarinette          | 8                   | Contre tuba          | 16                | -                | -                | Mixture                      | 3 rangs  |
| Douzième               | 3                 | Basson                 | 16                 | Vox humana          | 8                   | Tuba                 | 8                 | -                | -                | Mixture                      | 2 rangs  |
| Quinzième              | 2                 | Trompette              | 8                  | Hautbois octave     | 4                   | Tuba clairon         | 4                 | -                | -                | Contre-trombone              | 64       |
| Mixture                | 3 rangs           | Cornopean              | 8                  | -                   | -                   | Cloches de carillon  | 2                 | -                | -                | Contre-posaune               | 32       |
| Cymbale                | 4 rangs           | Cor                    | 8                  | -                   | -                   | -                    | -                 | -                | -                | Posaune                      | 16       |
| Sharp Mixture          | 4 rangs           | Hautbois               | 8                  | -                   | -                   | -                    | -                 | -                | -                | Trombone                     | 16       |
| Fourniture             | 5 rangs           | Clairon                | 4                  | -                   | -                   | -                    | -                 | -                | -                | Basson                       | 16       |
| Contre-posaune         | 16                | -                      | -                  | -                   | -                   | -                    | -                 | -                | -                | Trompette                    | 8        |
| Posaune                | 8                 | -                      | -                  | -                   | -                   | -                    | -                 | -                | -                | Clairon                      | 4        |
| Trompette              | 8                 | -                      | -                  | -                   | -                   | -                    | -                 | -                | -                | -                            | -        |
| Clairon                | 4                 | -                      | -                  | -                   | -                   | -                    | -                 | -                | -                | -                            | -        |